# The Act of Killing
The Act of Killing är en dansk dokumentärfilm från 2012 i regi av Joshua Oppenheimer, Christine Cynn och en anonym regissör. Handlingen kretsar kring personerna bakom massakern i Indonesien 1965–1966.

## Priser och utmärkelser
- Berlinale Panorama Audience Award for Best Documentary 2013[2]